# کاج (همدان)
دهی از دهستان بخش قروه درجزین استان همدان، واقع در ۳هزار گزی شرق شهر قروه درجزین. آب و هوای جلگه‌ای، سردسیر، مالاریائی. آب آن از قنات. محصول آنجا غلات، انگور. حبوبات. لبنیات. شغل اهالی زراعت، گله داری، قاب سازی و ماشین آلات سنگین. صنایع دستی زنان قالی بافی و شیرینی محلی اگیردک. تپه سنگی، قلعه قدیمی و مقبره سادات روستا از مناطق گردشگری آن می‌باشد.